# Caspar Moosbrugger

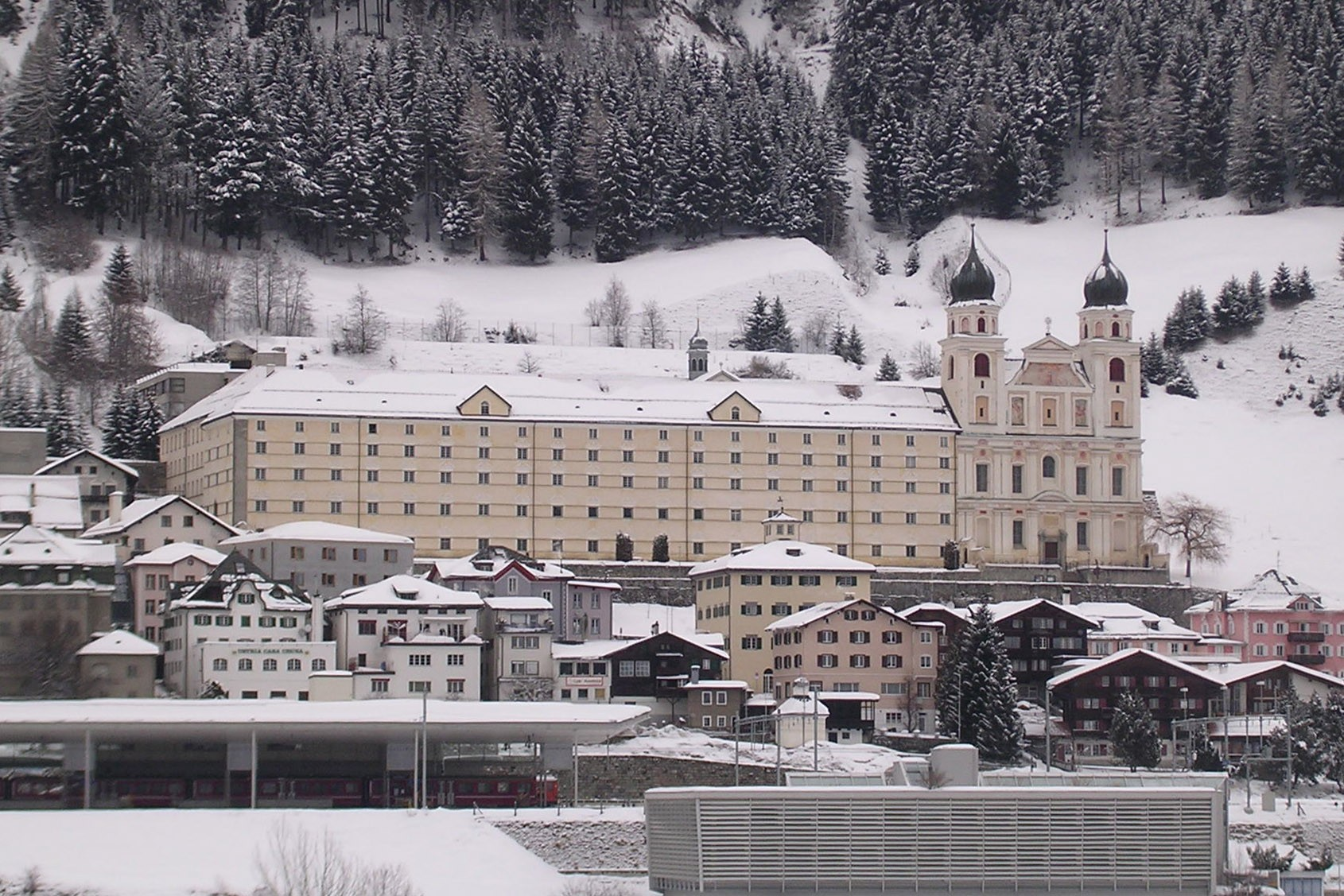
Moosbruggers Kloster Disentis heute

Caspar Moosbrugger OSB, auch Kaspar oder C. Mosbrugger; ursprünglich Andreas Moosbrugger (Taufname); (* 15. Mai 1656 Au, Bregenzerwald; † 26. August 1723 in Einsiedeln) war ein Vorarlberger Architekt. Er gilt zusammen mit Michael Beer und Michael Thumb als Mitbegründer der Vorarlberger Barockbauschule Auer Zunft. 
Nach einer Lehre als Steinmetz trat Moosbrugger 1682 als Novize in das Benediktinerkloster Einsiedeln ein, wo er bis zu seinem Tod als Laienbruder lebte. Bald erhielt er Aufträge als Architekt, die ihn zum bedeutendsten Barockarchitekten im Gebiet der heutigen Schweiz werden liessen. Am 21. November 1682 legte er seine Profess ab, bei der er den Ordensnamen Caspar erhielt.
1684 suchte man seinen Rat bezüglich der Neuerrichtung des Klosters Weingarten und ab 1692 renovierte er das dem Kloster Einsiedeln gehörende Schloss Freudenfels. Inwieweit er auf den 1717 begonnenen Bau, dessen Fassade stark an die der Klosterkirche in Einsiedeln erinnert, Einfluss nahm, kann nicht eindeutig geklärt werden, doch scheinen seine Ideen in das Konzept des Architekten Franz Beer eingeflossen zu sein.
Nach dem Bau der Klosterkirchen in Fischingen (1685–1687) und Muri (1694–1698) sowie den Klausurbauten des Klosters Münsterlingen (1691) und dem Zisterzienserinnenkloster Mariazell zu Kalchrain (1697) wandte sich Moosbrugger seinem architektonischen Hauptwerk, dem umfassenden Neubau der Benediktinerabtei Einsiedeln zu, wo er ab 1704 zunächst die Klausurbauten errichtete. Mit der 1719 begonnenen Klosterkirche, deren Fertigstellung er nicht mehr erlebte, schuf er einen der bedeutendsten Kirchenräume des Barock. Moosbrugger gilt auch als Architekt des Klosters Disentis.
1705–1710 baute man die edle Verenakapelle am Zugerberg, sehr wahrscheinlich nach seinen Plänen. In der Regierungszeit des St. Blasier Abtes Augustinus Fink entwarf er einen Plan zum Neubau des Klosters Berau das 1711 fertiggestellt wurde. Das Kloster wurde zusätzlich um einen „Anstoß“ erweitert. 1715 wurde die Klosterkirche unter der Meisterin Gertrud von Beck zu Willmendingen und der Vorsteherin Magdalena Tröndlin von Greiffenegg neu geweiht. 
Caspar Moosbruggers Bauweise entsprach dem Vorarlberger Münsterschema. 

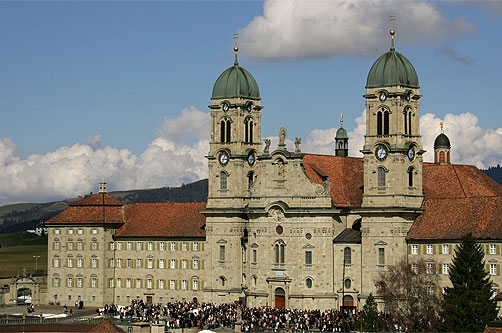
Kloster Einsiedeln, Hauptfassade
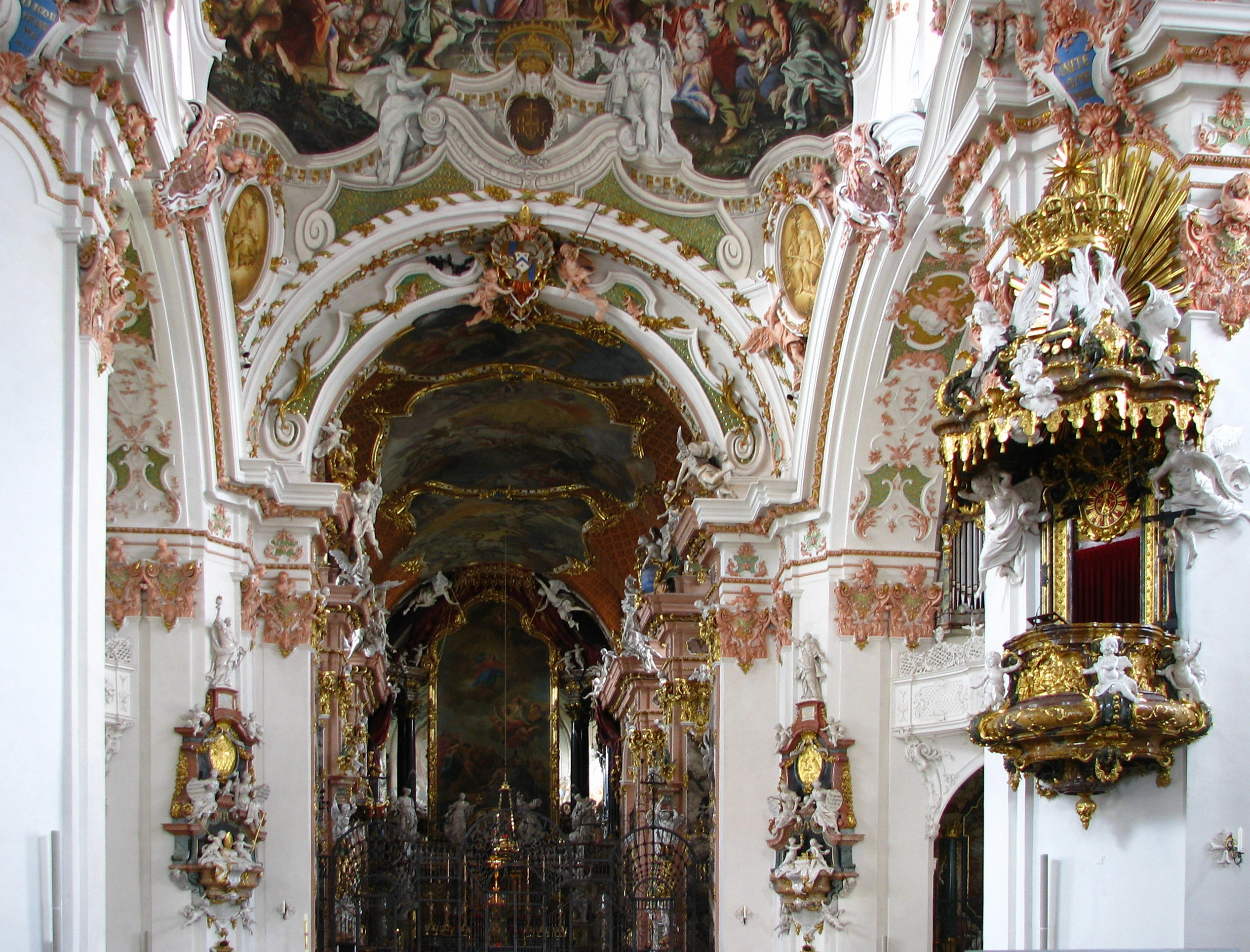
Inneres der Klosterkirche Einsiedeln
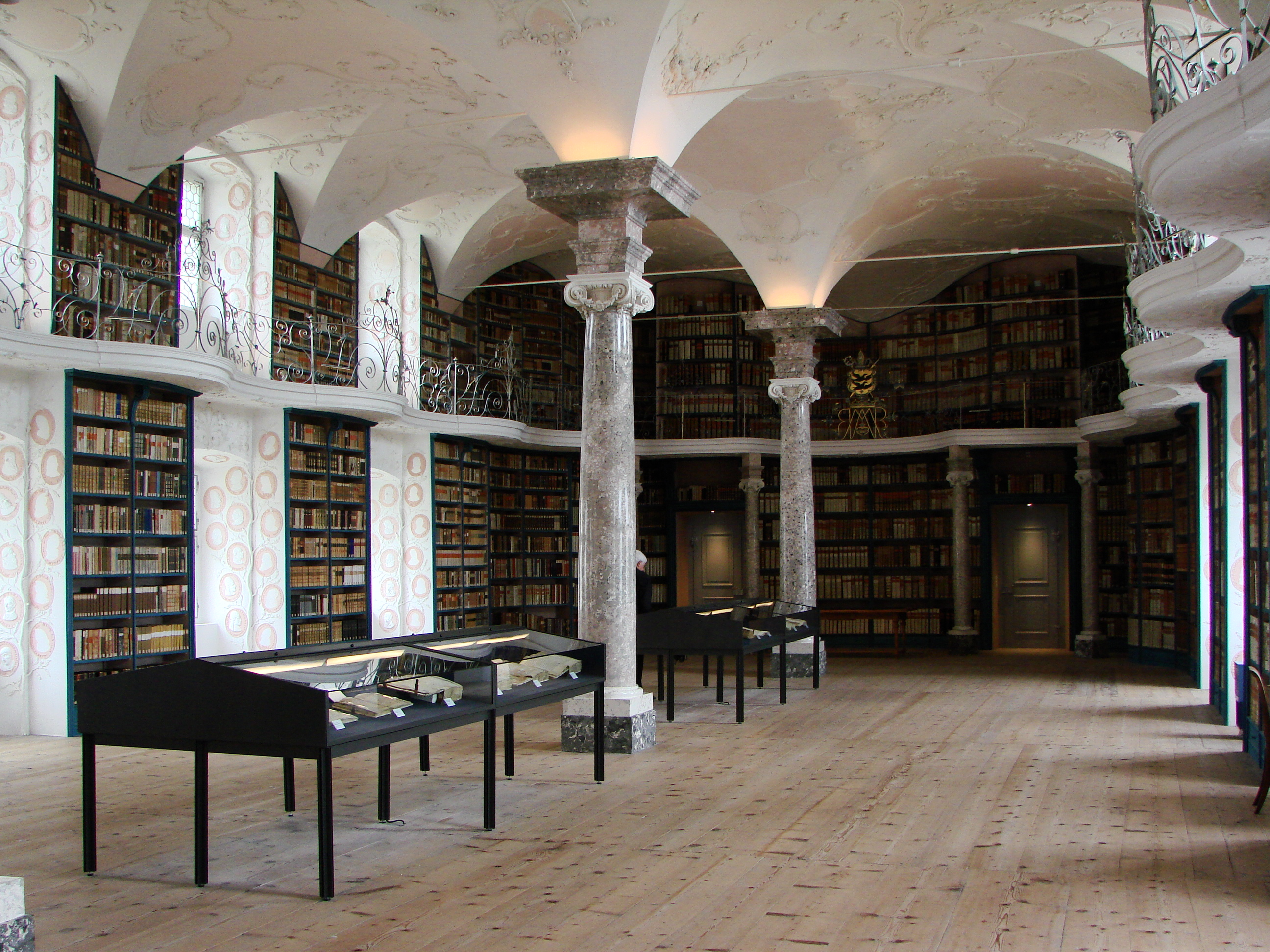
Bibliothek Einsiedeln
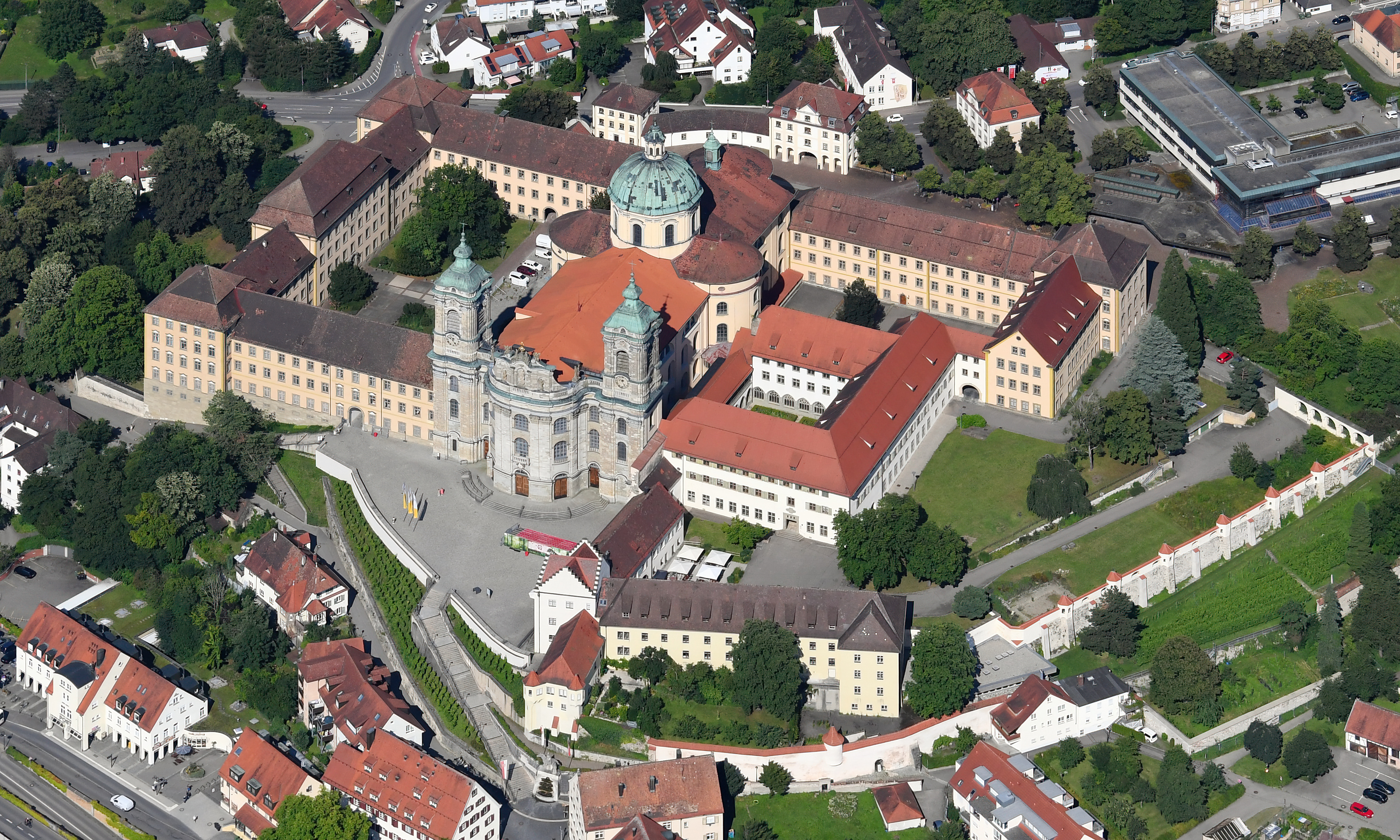
Basilika St. Martin Weingarten
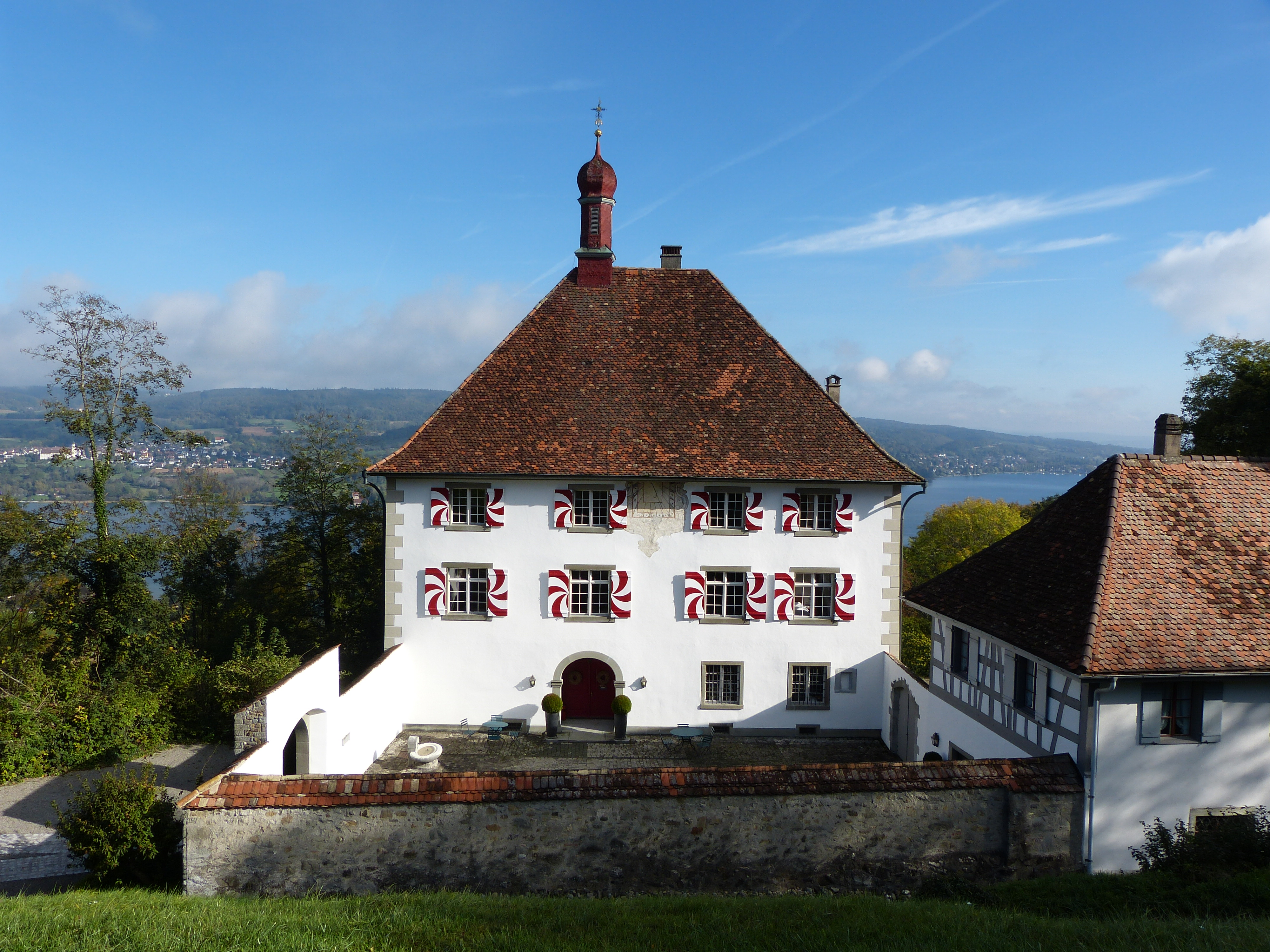
Schloss Freudenfels von Süden
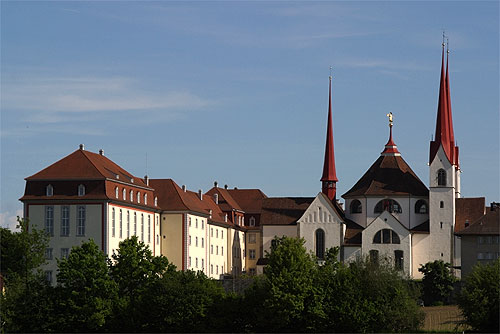
Kloster Muri
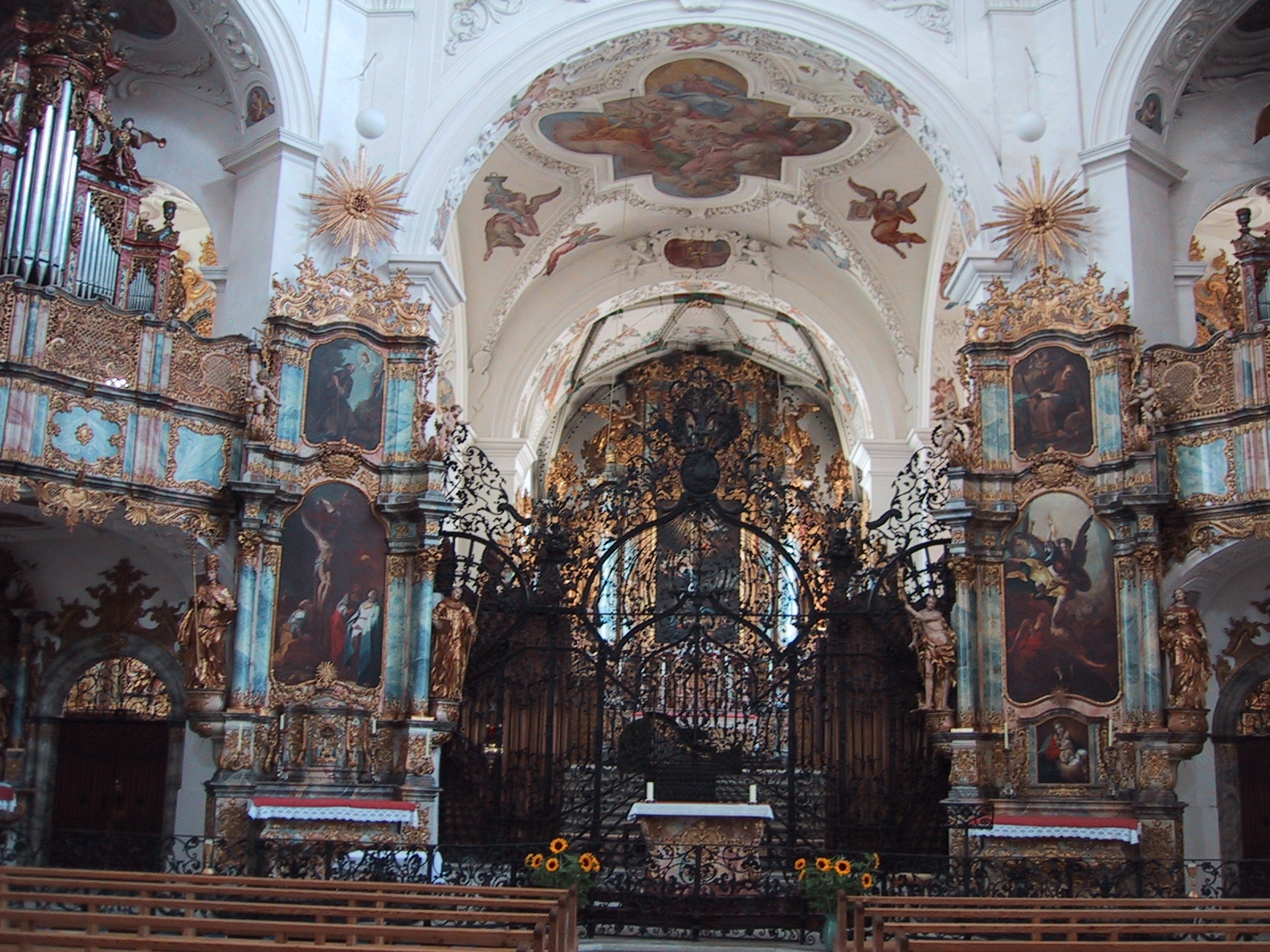
Inneres der Klosterkirche Muri
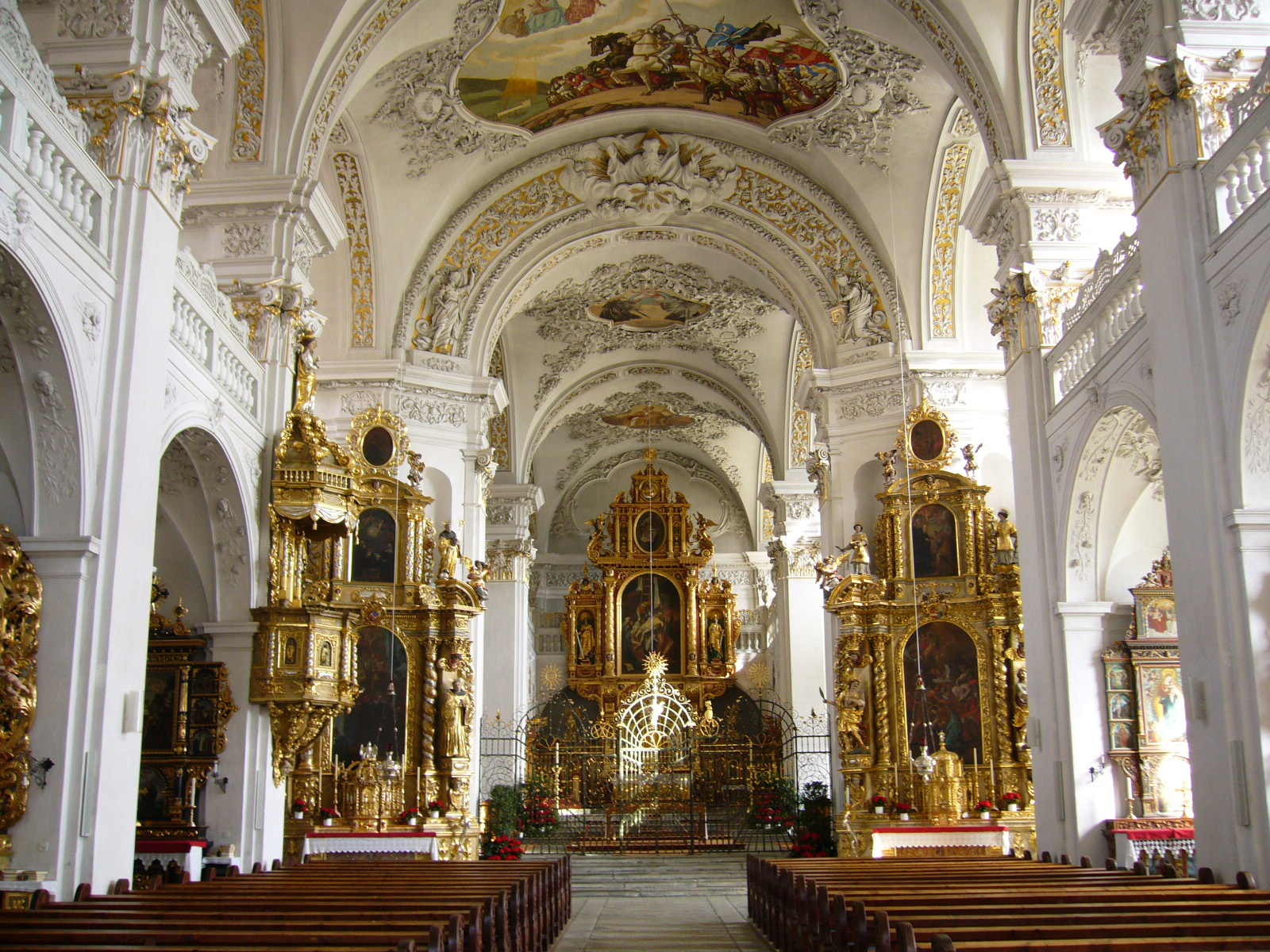
Klosterkirche Disentis
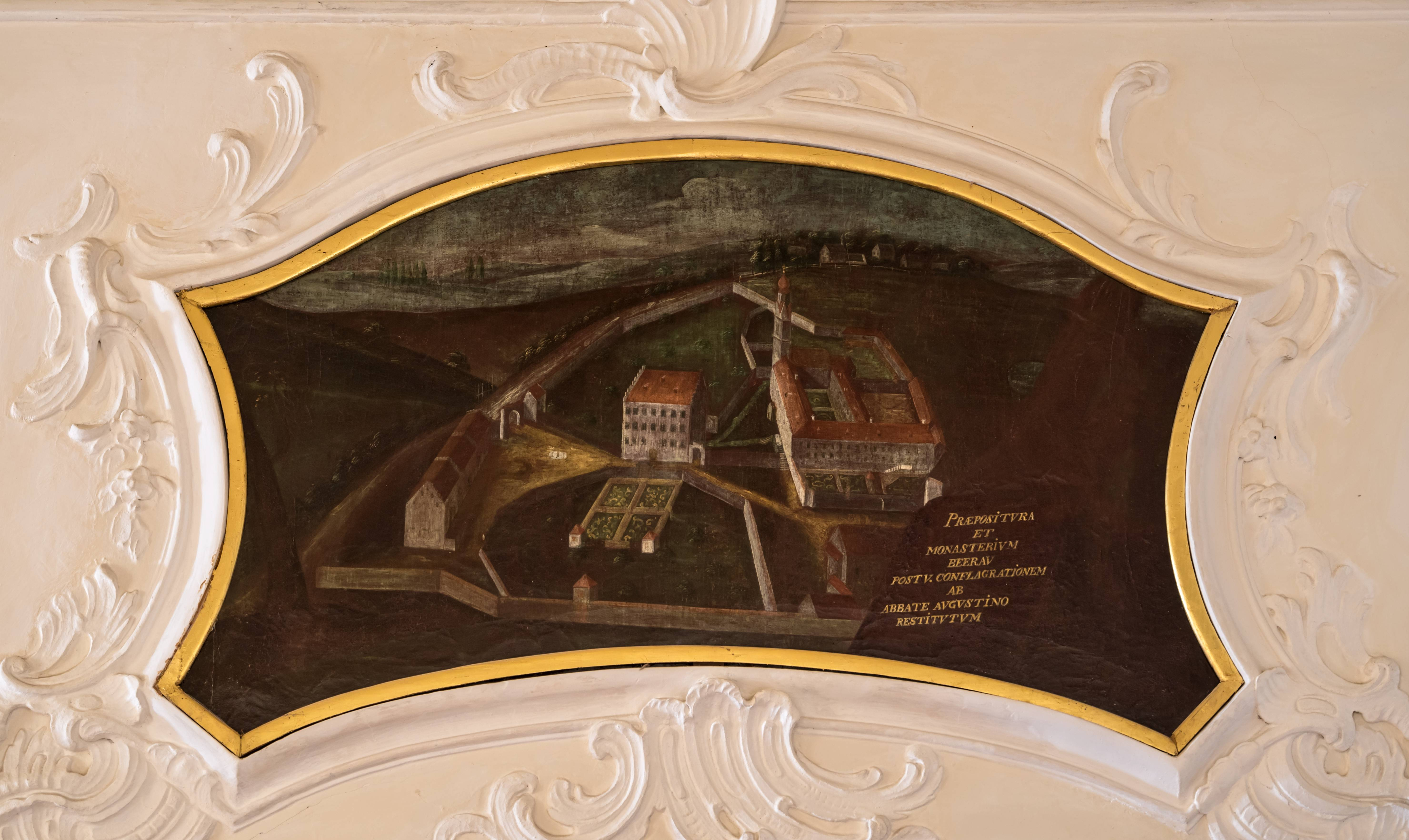
Supraporte im Schloss Bürgeln: Propstei Berau (rechts) und das ehemalige Kloster Berau.